# Station Praest
Station Praest is een halte aan de spoorlijn Oberhausen - Emmerich in het dorp Praest, nabij Emmerich. Het station heeft een directe verbinding met Arnhem. In beide richtingen stoppen de treinen hier eens per uur. 
Vanaf 23 juni 2022 is het mogelijk om te reizen met een OV Chipkaart. Dit is gedaan voor inwoners van die in naburige Nederlandse plaatsen Megchelen en Netterden wonen. Zij kunnen tegen binnenlands tarief naar Zevenaar en Arnhem reizen.
Bezienswaardigheden in de omgeving zijn onder andere:
- natuurgebied Hetter-Millinger Bruch
- St. Johanneskerk

| Serie       | Treinsoort              | Route | Bijzonderheden       |
| ----------- | ----------------------- | --- | -------------------- |
| 20000 RE 19 | Regional-Express (VIAS) | Arnhem Centraal – Zevenaar – Emmerich-Elten – Emmerich – Praest – Wesel – Oberhausen Hbf – Duisburg Hbf – Düsseldorf Flughafen – Düsseldorf Hbf | Rhein-IJssel-Express |

-0,1: Oberhausen Hbf ·
4,2: Oberhausen-Sterkrade ·
7,7: Oberhausen-Holten ·
13,9: Dinslaken ·
18,8: Voerde (Niederrhein) ·
23,3: Friedrichsfeld (Niederrhein) ·
26,7: Wesel ·
29,3: Wesel-Feldmark ·
31,0: Kanonenberge ·
34,4: Diersfordt ··
39,1: Mehrhoog ·
44,8: Haldern (Rheinl) ·
48,7: Empel-Rees ·
50,4: Millingen (b Rees) ·
54,6: Praest ·
60,8: Emmerich ·
69,6: Elten